# Spring (seizoen 6)
Het zesde en laatste seizoen van de Vlaamse jongerensoap Spring werd uitgezonden in 2008.
(Laatste uitzending: 2014)
Vorige seizoen: seizoen 5

## Seizoen 6

#### Rolverdeling
- Vera Mann - Liesbeth De Roover
- Daphne Wellens - Leen Avondts
- Daphne Paelinck - Nele Nuydens
- Leen Dendievel - Stefanie Avondts
- Timo Descamps - Jo De Klein
- Véronique Leysen - Roxanne Boisier
- Kobe Van Herreweghe - David Vercauteren
- Hein Blondeel - Niek Vandenbulcke
- Fleur Brusselmans - Emma Naessens
- Pieter Van Keymeulen - Steven Geubens
- Herman Boets - Roger Van Asten
- Annemarie Picard - Arlette Grauwels

Gasten: Tania Kloek (Pia), Jelle Cleymans (Evert), Maurice Wouters (Ferdinand), Stijn Steyaert (Luc), Jean Carbonez

#### Inhoud
- Van de oorspronkelijke bezetting van Spring is niemand meer over. Evert is solo gegaan nadat zijn liefdeslied werd afgekeurd. Jo en Niek nemen zijn rol in de band over, maar omdat zij geen songs kunnen schrijven biedt Evert ze de helpende hand. Als Evert door platenbaas Jean Carbonez wordt gevraagd voor een serie workshops betekent dit dat hij voor langere tijd wegblijft.
- Na een ruzie met Niek in Spanje is Tien daar blijven wonen; ze werkt er in een garage bij een nieuwe vlam.
- Pia zit in Amerika om een danseres te vervangen. Stefanie ontfermt zich over de financiële chaos en wil van Spring een professionele dansschool maken. Haar motieven rammelen echter aan alle kanten; ze zoekt een dansleraar maar rekruteert iemand zonder ervaring, en dan dat verhaal over die voorstelling die ineens niet doorgaat. Juan wil wel leservaring opdoen maar Stefanie heeft geld nodig om hem te kunnen betalen. Vandaar dat ze hoge betaalregels invoert voor de fietsenstalling en verplichte drankjes.
- Emma leert bokstechnieken van Jo en slaat bijna iemand knock-out. Wanneer ze wordt meegenomen naar de kickboksclub blijkt hoeveel talent ze heeft. Jo is verliefd op leraar Koen maar die heeft al een vriend.
- Er verschijnt een verstrooide man in Spring die Davids opa blijkt te zijn. Magic Ferdinand werkte jarenlang in een circus totdat hij Alzheimer kreeg en noodgedwongen werd ontslagen. Ferdinand weigert zich daarbij neer te leggen maar na lang aandringen mag hij nog een keer zijn kunstje opvoeren. Als hij vlak daarna komt te overlijden breekt er chaos uit in het circus. Ze besluiten om Ferdinand de laatste eer te bewijzen.
- Spring probeert het dierenasiel in de buurt te redden. Deze moet namelijk plaats ruimen voor appartementen. De eigenaar (vader van Niek) wil echter geen toegeving doen. Daarvoor gaan ze heel ver... Daar ontmoeten Nele en Leen Luc, een student die helpt in de zaak en later een relatie krijgt met Nele. Uiteindelijk houden ze een grote circusvoorstelling om zo veel mogelijk geld in te zamelen om het dierenasiel te kunnen behouden. Er wordt veel geld gegeven van o.a. Nieks vader. Evert komt weer even meespelen met Spring, verkleed als clown. En op het einde duikt plots ook Pia op; ze heeft genoeg geld bijeen gedanst om Spring het resterende bedrag te bieden.

### Verschillen met TopStars
De scène waarin Emma haar hart lucht bij Radio Spring na haar mislukte poging om Niek en Nele te koppelen, komt oorspronkelijk uit het derde en laatste seizoen van de Nederlandse remake TopStars. In het origineel probeerde een jaloerse Anna (Evi) de vriendschap tussen Marieke (Katrijn) en Femke, de nicht van zanger-bassist Daan (Pieter), te saboteren; in tegenstelling tot Emma werd haar spijtbetuiging in het radioprogramma van Lars (Jonas) wel gewaardeerd door de luisteraars.